# Osiedle Parkowe (Krzeszowice)

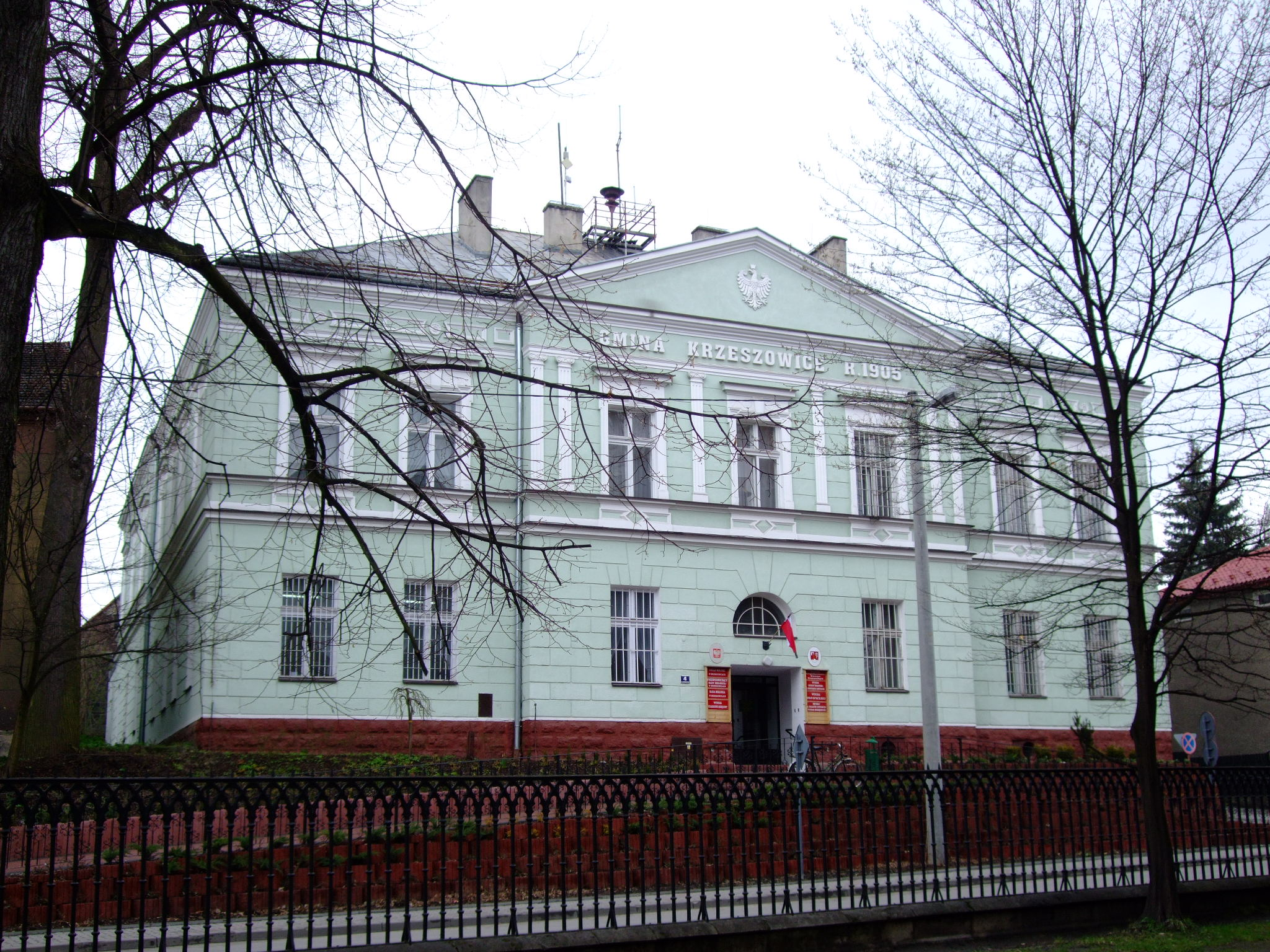
Urząd Miejski przy ul. Grunwaldzkiej

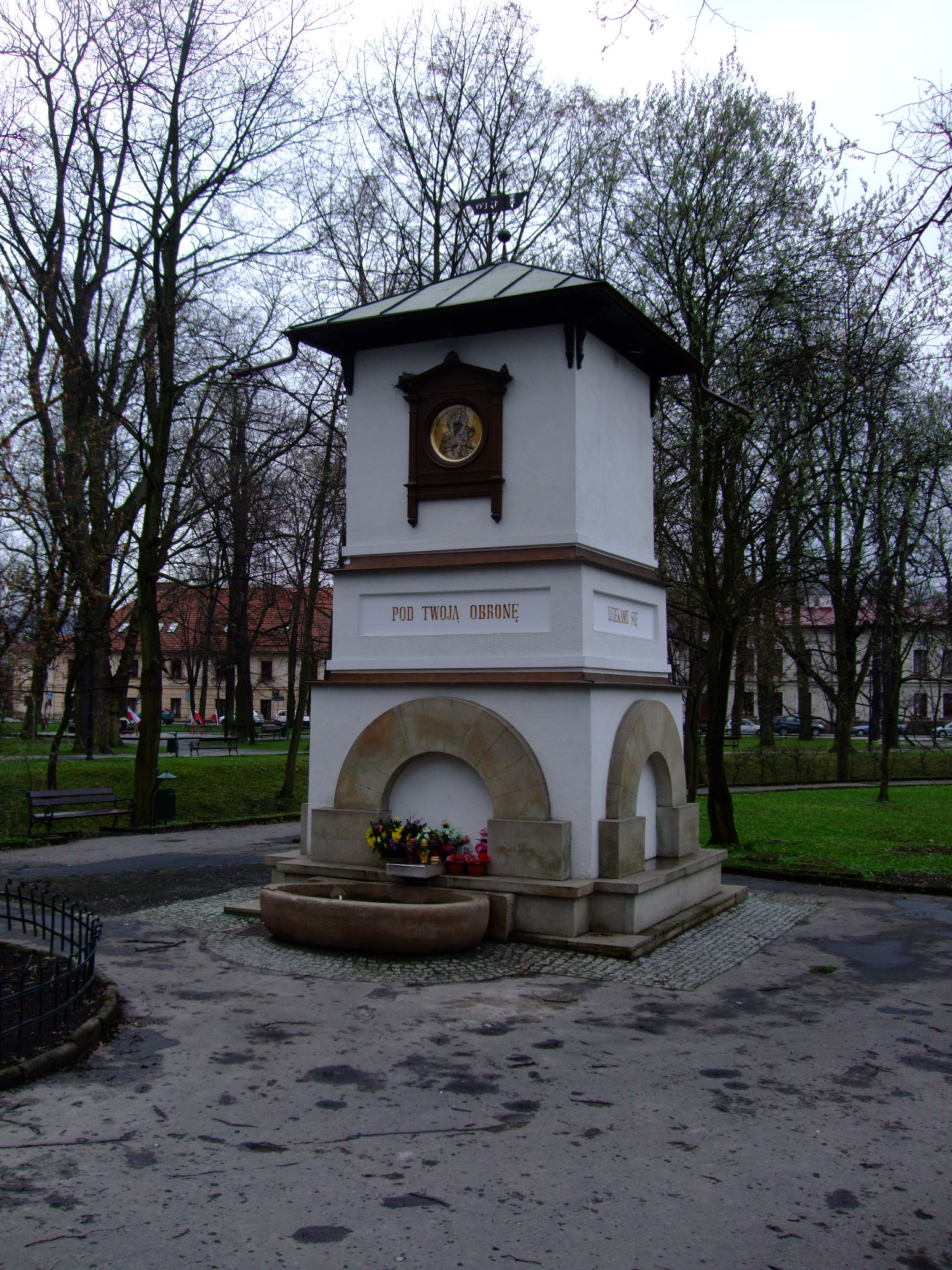
Kapliczka jako zbiornik wody siarczanej

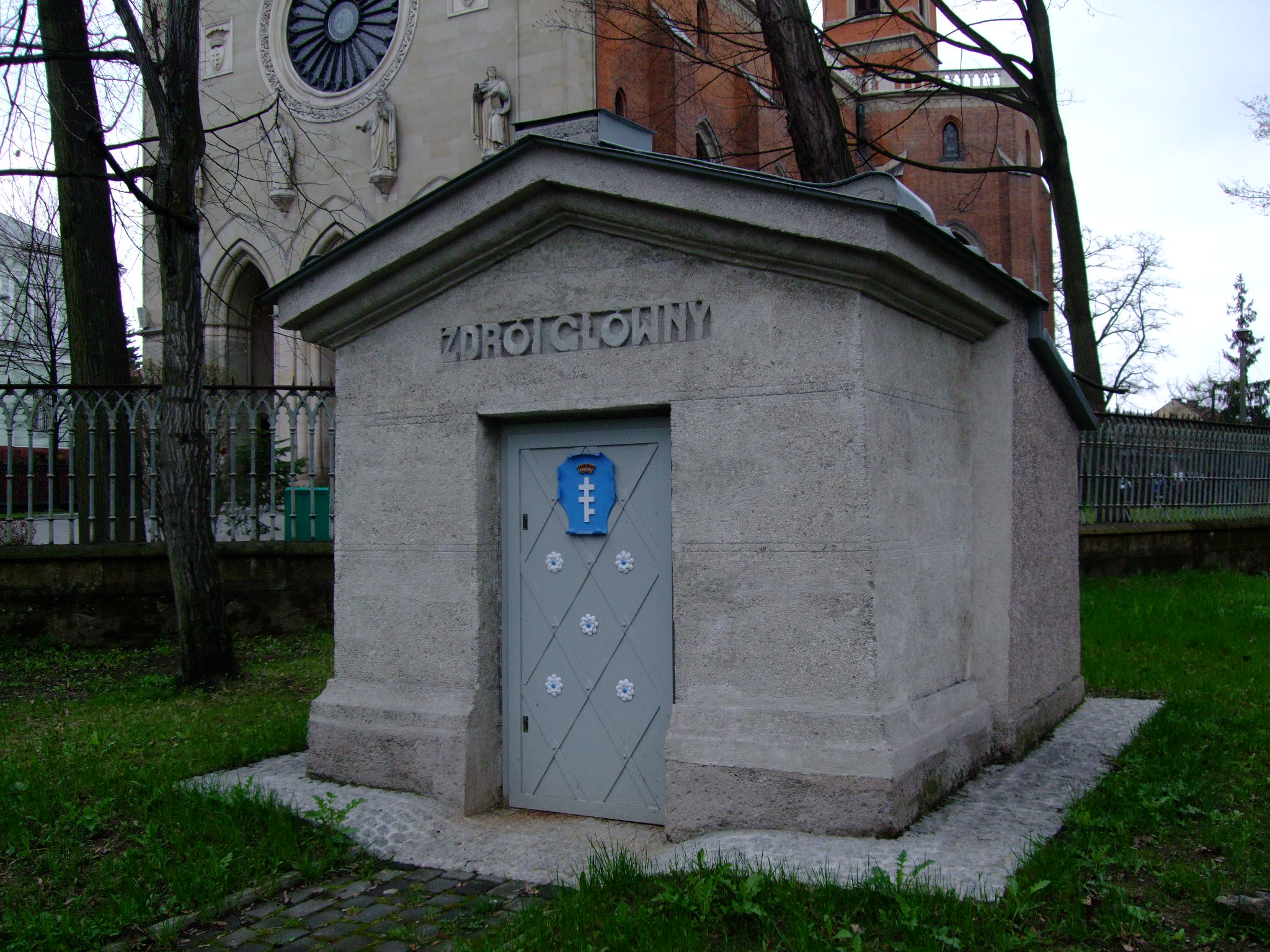
Zdrój Główny

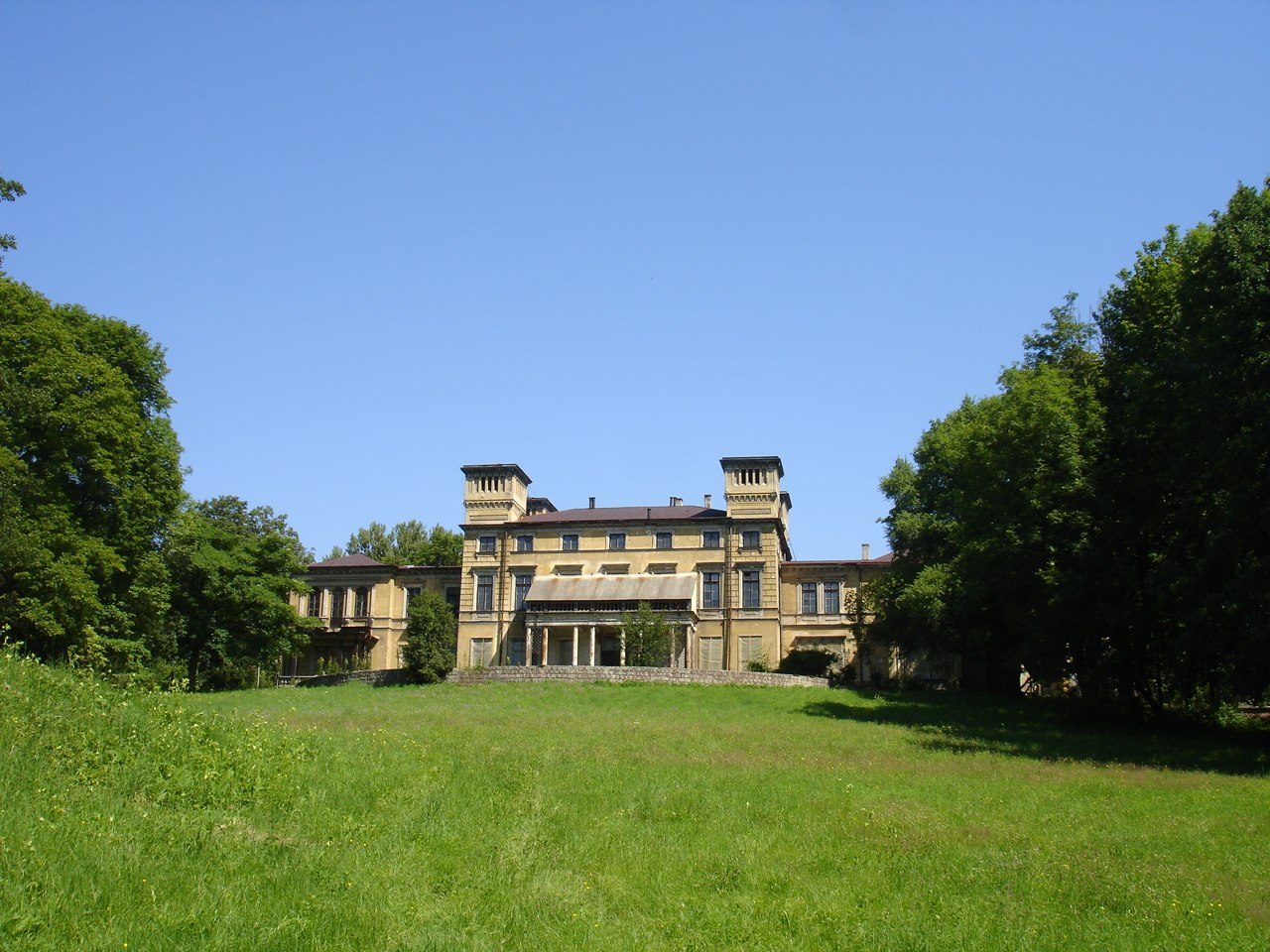
Pałac Potockich w Krzeszowicach

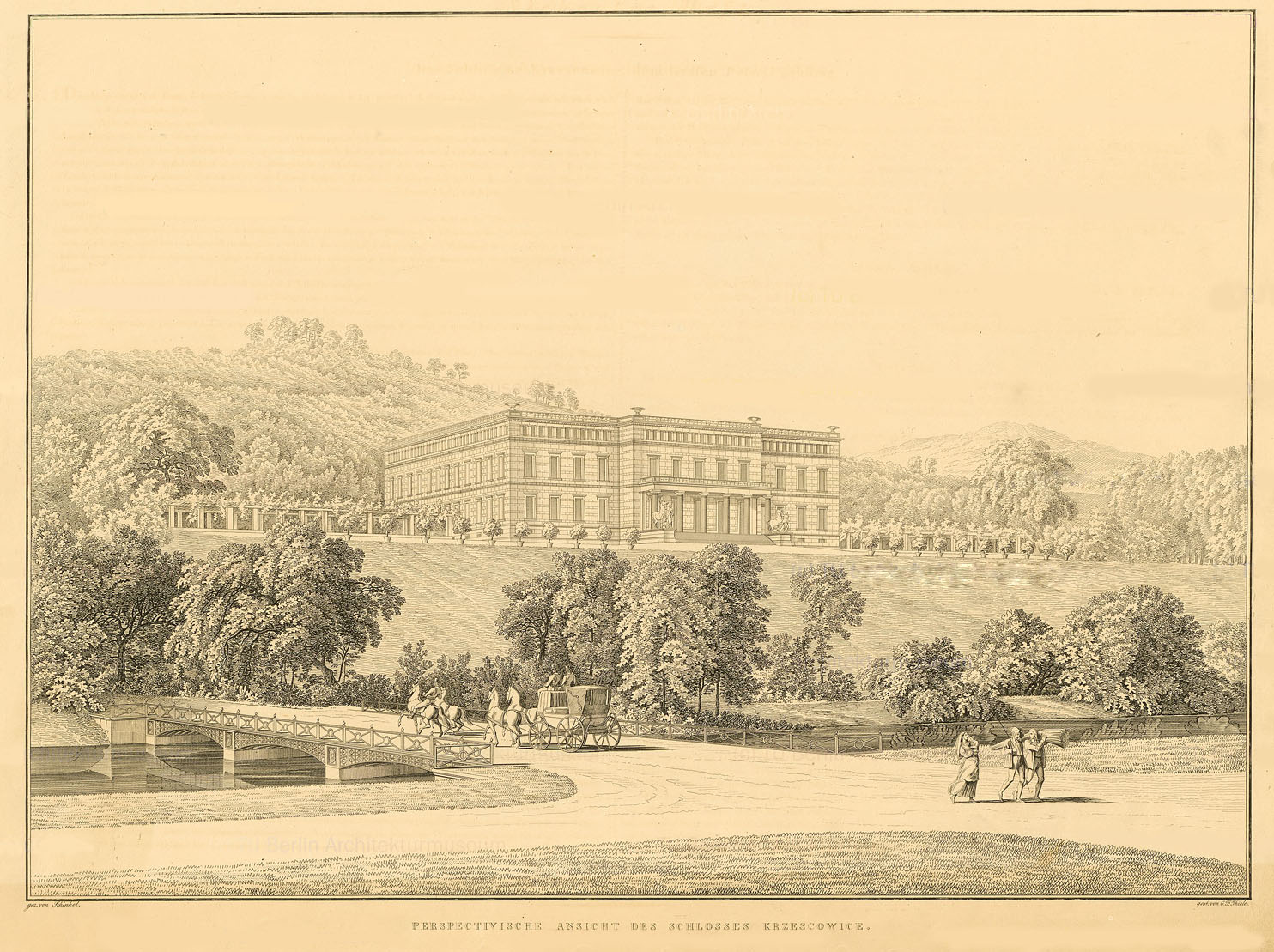
Pałac Potockich – Widok perspektywiczny na pałac w Krzeszowicach, projekt Karla Schinkla z 1823, litografia z „Sammlung Architektonischer Entwürfe”. Berlin 1858

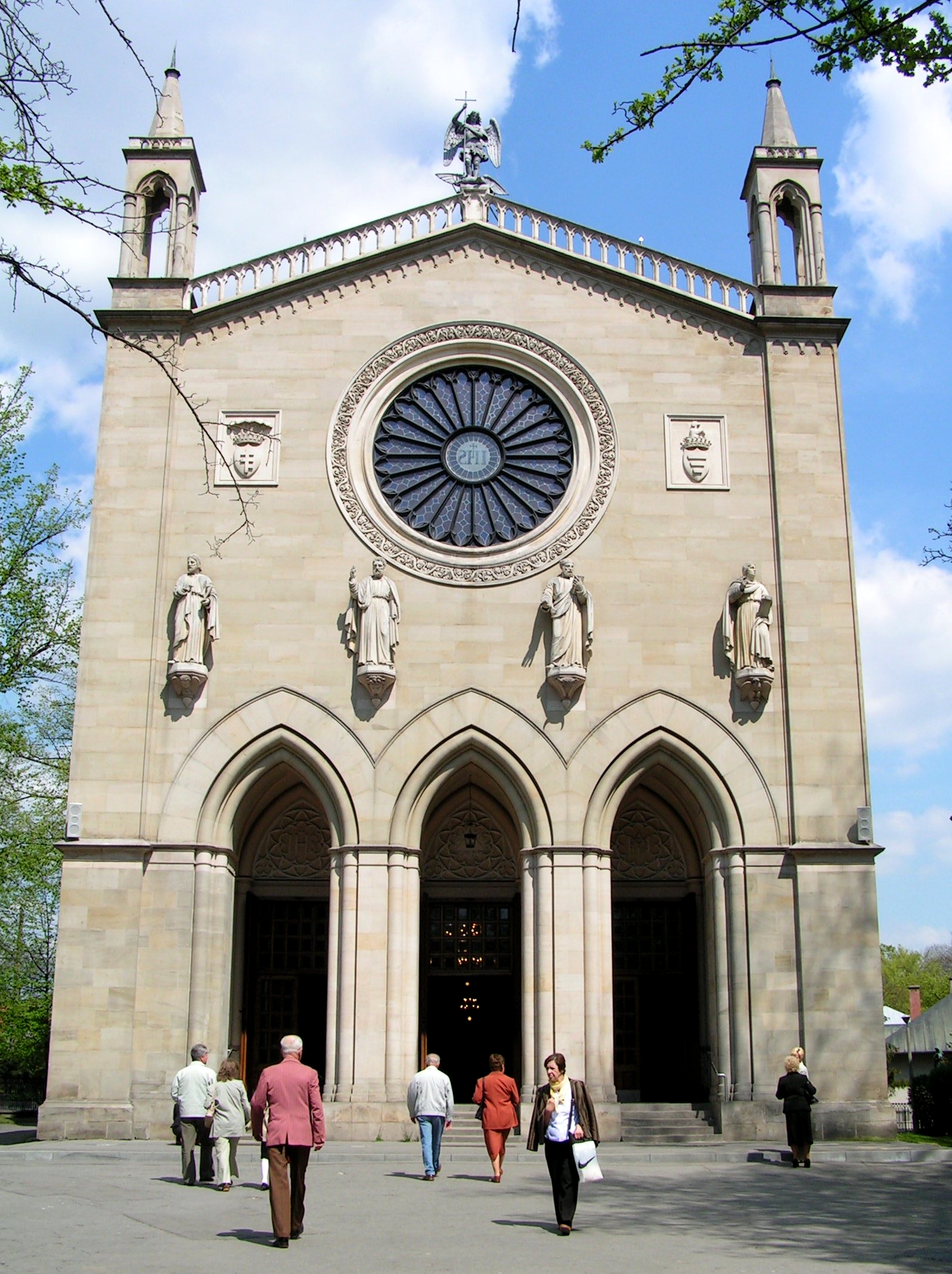
Kościół św. Marcina

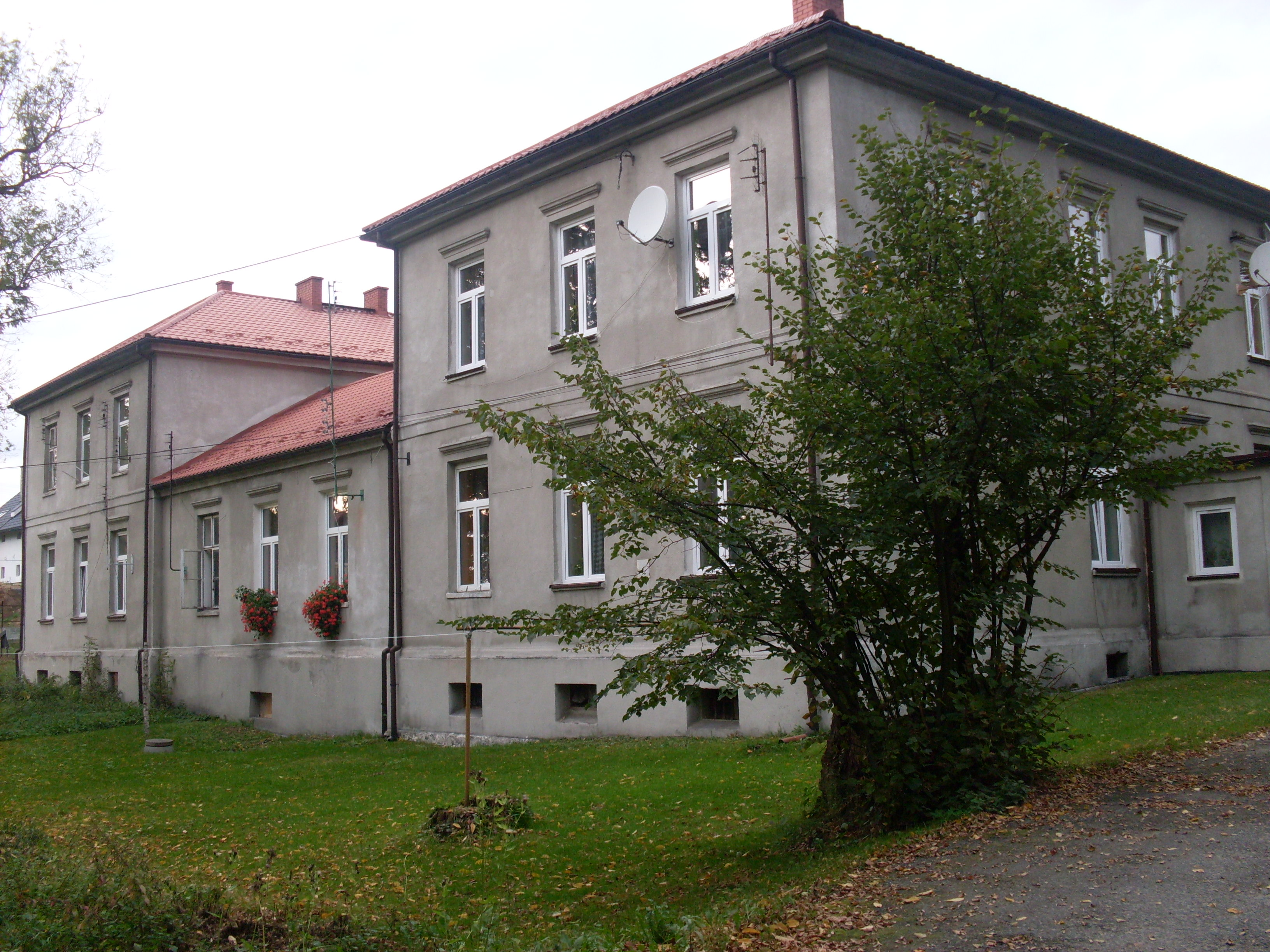
Stary Szpital

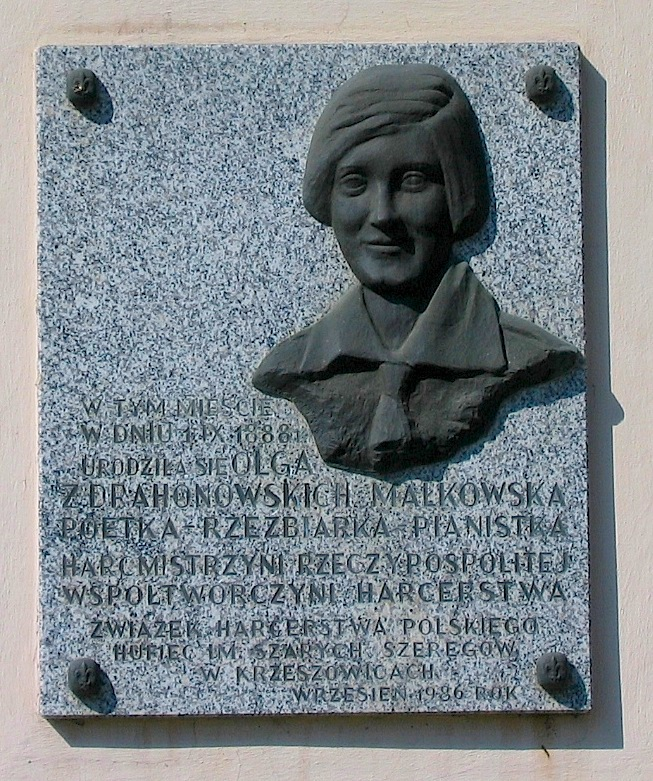
Popiersie Olgi Drahonowkiej-Małkowskiej

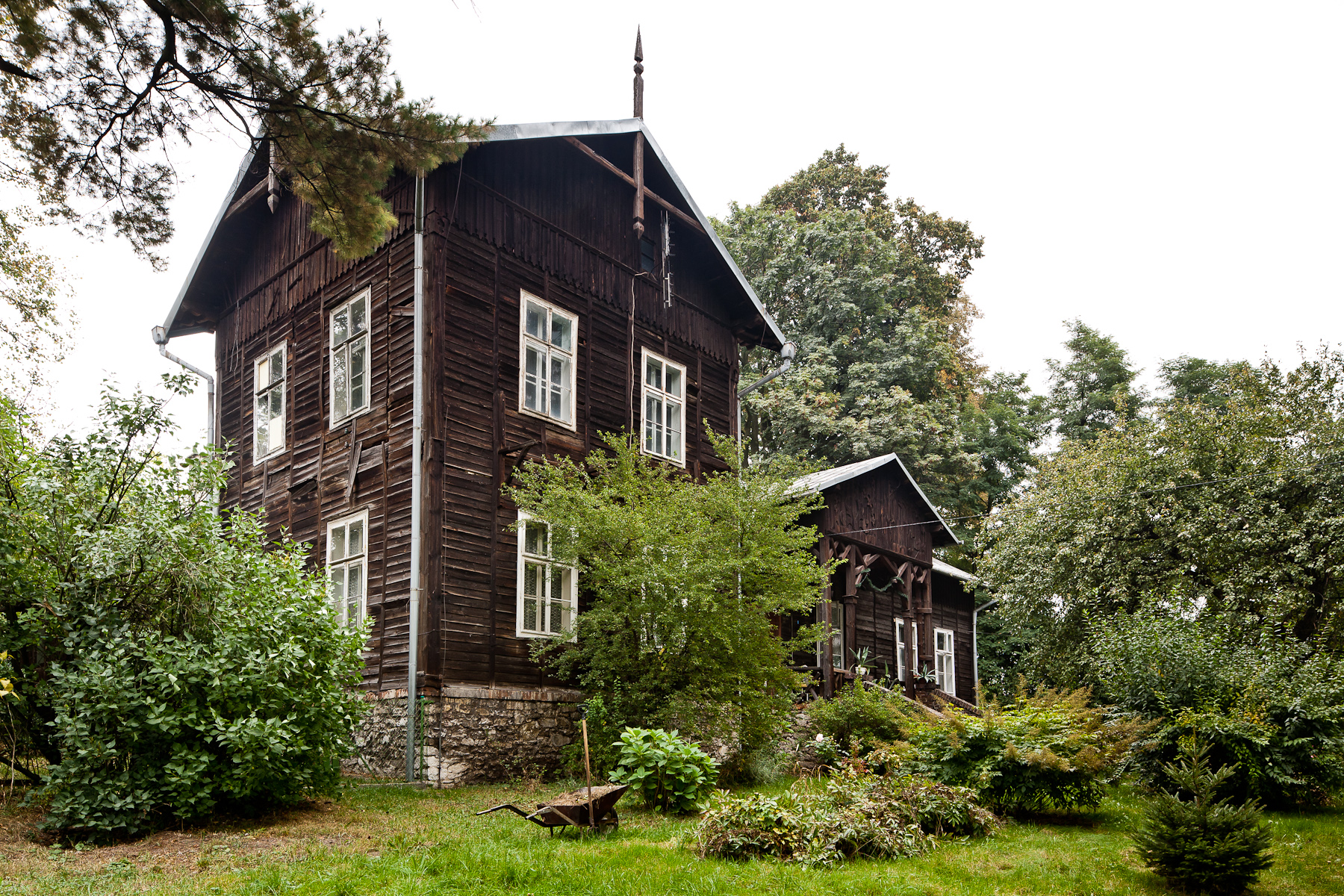
Leśniczówka (ul. Bandurskiego)

Osiedle Parkowe w Krzeszowicach – osiedle zamieszkane przez 2416 mieszkańców. Osiedle w zachodniej części miasta, po zachodniej stronie rzeki Krzeszówka, obejmujące ul. Grunwaldzką i przylegające do niej ulice, z osiedlami Nad Filipówką oraz Olchówki. Od północy graniczy z Osiedlem Czatkowice Dolne, od zachodu z Wolą Filipowską, od północnego zachodu z Miękinią, od południa z Tenczynkiem, od wschodu z Osiedlem Centrum.

## Historia
W 1337 prawdopodobnie istniał tu już kościół. Według Długosza w 2. połowie XV w. w Krzeszowicach stał drewniany kościół pod wezwaniem św. Marcina, istniała szkoła, karczma i folwark plebański. W 1555 Krzeszowice stały się własnością Stanisława Tęczyńskiego i weszły w skład hrabstwa tęczyńskiego. W następnych latach były własnością m.in. Sieniawskich, Opalińskich, Czartoryskich, Lubomirskich, a od 1816 Potockich.
W XVII w. odkryto lecznicze właściwości tutejszych wód siarczanych. Pierwszy zapis o wykorzystaniu tutejszych wód siarczanych do leczenia bydła dokonany został przez miejscowego proboszcza, w kronice parafialnej zanotowano w 1625. Z fundacji Zofii Potockiej w 1829 powstał szpital dla pracowników dóbr tęczyńskich, który w czasie powstania listopadowego (1830–1831), z polecenia Artura Potockiego, został udostępniony powstańcom szukającym schronienia na terenie Rzeczypospolitej Krakowskiej. W latach 1842–1843 wybudowano Dom Schronienia im. Artura przeznaczony dla ubogich, a w latach 1832 i 1840–1844 neogotycki kościół według projektu K. F. Schinkla, którego wykańczanie trwało do 1874. W 1847 przeprowadzono przez Krzeszowice linię kolejową z Krakowa do Mysłowic (fragment linii Kraków–Wiedeń). W latach 1850–1855 Potoccy wybudowali, według projektu F.M. Lanciego, pałac w stylu renesansu włoskiego. Wraz z rozpoczęciem budowy pałacu założono park krajobrazowy z cechami parku angielskiego. Pałac został zamieszkany w 1862, a drobne przeróbki, szczególnie wnętrz, trwały do 1870.
W poł. XIX w. umieszczono cegielnię, przeniesioną przez Potockich z Tenczynka. Produkowane tu z ogniotrwałej glinki mirowskiej i grojeckiej piece i kuchnie kaflowe stały się znane także zagranicą (np. na Bukowinie i na Węgrzech). Pod koniec XIX w. powstały nowe zakłady produkcyjne: stycharskie i garncarskie (ok. 1880), tartak parowy (ok. 1894), fabryka beczek (ok. 1894), fabryka zaprawy fasadowej (1900), fabryka dachówek i drenów oraz fabryka farb ziemnych (1906), fabryka wyrobów cementowych i betonowych (1907). 2 października 1934 na terenie obecnego osiedla nastąpiła katastrofa kolejowa w Krzeszowicach, w wyniku której śmierć poniosło 10 osób, a kilkanaście zostało rannych. W 1940 Niemcy przebudowali i odrestaurowali pałac Potockich nazwany przez nich Haus Kressendorf, który stał się letnią rezydencją gubernatora Hansa Franka. W okresie II wojny światowej powstała bocznica kolejowa do kamieniołomu w Miękini (nieczynna, rozebrana). W południowo-zachodniej części osiedla wybudowano bloki mieszkalne powstałe na pocz. lat 90. XX w. W 1997 do osiedla przyłączono część Woli Filipowskiej. W 2007 powstało na zachodnim krańcu osiedla – os. bloków Nad Filipówką;

## Zabytki
- Pałac Potockich zbudowany w stylu włoskiego renesansu o kubaturze 43 tys. m³, składający się z 228 różnych pomieszczeń, według projektu Franciszka Lanciego w latach 1850–1857, ze zmianami w 1871. Decyzją Ministra Rolnictwa z listopada 2009 pałac wraz z uzdrowiskiem oraz ruinami zamku Tenczyn mają zostać zwrócone potomkom rodziny Potockich[2].
- Kościół pw. św. Marcina w stylu neogotyckim. Wzniesiony w latach 1832–1847 przez Karola Fryderyka Schinkla
- Zdrój Główny wody siarczanowej z ok. 1778; zbudowany na polecenie |Augusta Czartoryskiego, ocembrowana z inicjatywy lekarza zdrojowego Jana Goftfryda Leonhardiego. To główne źródło wody leczniczej w Krzeszowicach, o wydajności 1,61 m³ na godzinę. Znajduje się na południe od kościoła, bliżej kościoła koło mostu na Krzeszówce (ul.Parkowa) znajduje się betonowa studnia z napisem Zdrój Główny. Około 1778 źródło zostało ocembrowane i przykryte drewnianą wieżyczką (nazywane kapliczką). Później, na południe od źródła, wybudowano zbiornik wody siarczanej, do którego pompowano wodę, by podnieść jej poziom. W 1857 zdrój został ocembrowany cegłami i zmniejszono obwód studni, dzięki czemu wzrósł w niej poziom wody. W 1858 tzw. kapliczka uzyskała teraźniejszy wygląd. W 1982 została wyremontowana[3]. Dzięki regularnie prowadzonym analizom fizykochemicznym woda mineralna z ujęcia „Zdrój Główny” została scharakteryzowana jako siarczanowo-wapniowo-magnezowo-siarczkową i prawnie uznana za leczniczą[4]. Obecnie wody ze źródła są wykorzystywane przez miejscowy Ośrodek Rehabilitacji Narządu Ruchu „Krzeszowice” SP ZOZ.
- Park miejski (Planty) z XIII w. park z pomnikami przyrody.
- Kapliczka Pod Twoją Obronę z 1858, jako dawny zbiornik wody siarczanowej płynący z pobliskiego Zdroju Głównego;
- Kaplica na cmentarzu z 1864, według projektu Augusta Stülera, w jej podziemiach pochowane są prochy Józefa Chłopickiego, na murze umieszczone są dwie tablice pamiątkowe poświęcone J. Chłopickiemu oraz Romanowi Załuskiemu, Tadeuszowi Neymanowi i Dyzmie Chromemu.
- Źródło Zofia – źródło wody siarczanowej. Znajduje się w okolicach ul. Szpitalnej koło tzw. Starego Szpitala. Na początku XIX w. właściciel pola ze źródłem, rozwoził po okolicy wodę z niego dla mieszkających kuracjuszy. W 1829 Zofia Potocka zakupiła owo pole z wraz bijącym na nim źródłem siarczanym i zbudowała tam szpital (dziś „Stary Szpital”), przeznaczony dla leczenia pracowników hrabstwa tęczyńskiego.

## Turystyka
Na terenie osiedla znajdują się następujące szlaki turystyki pieszej i rowerowej.
Szlaki turystyczne
- – żółty szlak łączący Chrzanów z Pieskową Skałą jest podzielony na 2 części: Dolinek Jurajskich: Krzeszowice – Pieskowa Skała oraz Ziemi Chrzanowskiej Chrzanów – Krzeszowice.

Szlaki rowerowe
- – z Krzeszowic przez Miękinię, Dolinę Kamienic, Wolę Filipowską, Puszczę Dulowską, Las Orley, rezerwat przyrody Dolina Potoku Rudno, Sankę, Dolinę Sanki i Niedźwiedzią Górę do Krzeszowic.
- – z Krzeszowic przez Bartlową Górę, Dolinę Eliaszówki, Dębnik i Siedlec do Krzeszowic.
- – z Krzeszowic do stacji PKP w Woli Filipowskiej.

Na terenie osiedla znajduje się obszar Krzeszowice (Natura 2000), jako projektowany specjalny obszar ochrony siedlisk, aktualnie obszar mający znaczenie dla Wspólnoty o powierzchni 39,8 ha. Utworzony został w celu ochrony kolonii rozrodczej nietoperzy (nocka orzęsionego) zlokalizowanej na terenie kościoła św. Marcina i okolicznych miejsca żerowania (Park Miejski, Aleja Spacerowa). Jest to kluczowa kolonia rozrodcza nocka orzęsionego – druga pod względem liczebności tego nietoperza w Polsce.

## Obiekty użyteczności publicznej
- Państwowa Szkoła Muzyczna (ul. Ogrodowa)
- Urząd Miejski (ul. Grunwaldzka)
- Kościół św. Marcina w Krzeszowicach Parafii Rzymskokatolickiej św. Marcina (ul. Grunwaldzka)
- Cmentarz (ul. Chłopickiego)

## Wykaz ulic
- Akacjowa – w zachodniej części osiedla, nad lewym brzegiem rzeki Filipówka, do 1997 w granicach wsi Wola Filipowska, zabudowana domami jednorodzinnymi z lat 80. i 90. XX w;
- Władysława Bandurskiego – w zachodniej części osiedla, nad prawym brzegiem rzeki Filipówka, zabudowana domami jednorodzinnymi w większości z lat 70.-90. XX w., znajduje się tutaj dawna drewniana leśniczówka z 2. poł. XIX w., w 2007 powstało na zachodnim krańcu ulicy osiedle bloków Nad Filipówką, a nowe (od 2005) jest w budowie;
- Józefa Chłopickiego – odchodząca na zachód od ul. Grunwaldzkiej, gęsto zabudowana domami jednorodzinnymi, przy końcu ulicy znajduje się cmentarz z 1. poł. XIX w., na którym spoczywa m.in. Józef Chłopicki, Daniel Edward Friedlein, Roman Załuski, Tadeusz Neyman, Dyzma Chrobry, Florian Buzdygan, Jan Oszacki, Jan Walkowski, Mieczysław Mazurek, Wincenty Danek;
- Gminna – stromo ciągnąca się od zachodniej strony ul. Grunwaldzkiej, zabudowana domami jednorodzinnymi większości z lat 60. i 70. XX w.;
- Grunwaldzka – po zachodniej stronie rzeki Krzeszówki, w czasie II wojny światowej przemianowana na ulicę Kirchstrasse (ul. Kościelna), przy ulicy znajdują się: kościół, budynek Urzędu Miejskiego wzniesiony w latach 1899–1905, natomiast po zachodniej stronie ulicy zachował się układ łanowy pierwotnej wsi z okresu lokacji w XVII w., w późniejszych latach łany te zostały podzielone na węższe pasma, od ulicy co kilkanaście metrów ciągną się stromo – na zachód – wąskie boczne uliczki, do których zwrócone są frontem domy, a na ich zapleczu znajdują się działki;
- Tadeusza Kościuszki – zbudowana w latach 1935–1937, w ciągu drogi krajowej nr 79 (Osiedle Parkowe – zachodni kraniec ulicy), (przed 1917 zachodni odcinek drogi po której wytyczono nową ulicę nosiła nazwę ul. Chrzanowska), w 2. poł. XIX w. przy ulicy powstały dworki wyższych urzędników dworskich i lekarzy zdrojowych, niektóre zachowały się do dziś, przy skrzyżowaniu z ul. Szpitalną znajdują się kilka zabudowań typu wiejskiego z przeł. XIX i XX w. o drewnianej konstrukcji zębowej; przy ulicy zachowany jest budynek kuźni z końca XIX w.;
- Miękińska – w północno-zachodniej części osiedla, prowadzi od skrzyżowania z ul. Grunwaldzką do granic wsi Miękinia, od strony północnej wznosi się Bartlowa Góra;
- Nowa Wieś – w zachodniej części osiedla (Osiedle Parkowe) z domami prywatnymi, przy niej znajduje się m.in.: Dom Schronienia z lat 1842-1843, jako dawny przytułek dla ubogich pracowników Potockich; kaplica pw. św. Stanisława Biskupa Męczennika z 1848;
- Ogrodowa – dawna ul. Nagórzańskiego w zachodniej części centrum miasta, znajduje się przy niej m.in.: Pałac Potockich z parkiem, tzw. Stary Pałac (do kwietnia 2017 siedziba Urzędu Miejskiego”), dawne stajnie angielskie i spichlerz, Zdrój Główny ocembrowany ok. 1778; przechodzi przez most (koło kościoła) nad Krzeszówką; budynek Państwowej Szkoły Muzycznej; (granicząc z os. Centrum);
- Parkowa – ciągnąca się od Rynku (os. Centrum) aż do ul. Nowa Wieś przy pałacu Potockich; przy niej znajduje się zabudowa z II poł. XX w., koło mostu na Krzeszówce znajduje się Zdrój Główny oraz kapliczka Pod Twoją Obronę z 1858, dawny zbiornik wody siarczanej – przy Skwerze Drahonowskiej-Małkowskiej;
- Henryka Sienkiewicza – w południowo-zachodniej części osiedla, przy przejeździe kolejowym drogi do Tenczynku, przy linii kolejowej nr 133, do 1997 budynki należały do Woli Filipowskiej;
- Spacerowa – alejka spacerowa na bulwarze przy rzece Krzeszówce, tzw. Dzikie Planty z lat 80. XVIII w., w północnej jej części znajdował się w latach 1539 do ok. 1880 młyn papierny;
- Szpitalna – tzw. „Stary Szpital”, budynek klasycystyczny z 1829, o dwóch piętrowych ryzalitach połączonych parterowym łącznikiem, był to dawny szpital dla pracowników służby Potockich, istniał do 1922 potem zaczął pełnić funkcję mieszkalną; w pobliżu źródło siarczane – Źródło Zofia;
- Trzebińska – w zachodniej części osiedla, w ciągu drogi krajowej nr 79; do 1997 w granicach wsi Wola Filipowska;
- Zagrody – w południowo-zachodniej części osiedla z blokami mieszkalnymi powstałymi na pocz. lat 90. XX w., dawnym hipodromem i stajniami amerykańskimi z końca XIX w. (do pocz. lat 90. XX w. znajdował się tu internat i dom dziecka, a do końca lat 90. XX w. warsztaty szkolne. Obecnie w części wschodniej i południowej znajdują się mieszkania komunalne), terenami składowymi i produkcyjnymi;
- Zielona – w zachodniej części osiedla, do 1997 należała do Woli Filipowskiej; przy ul. znajduje się duży zakład prefabrykatów żelbetonowych;
- Wierzbowa – w zachodniej części osiedla, odchodząca na zachód od. ul. Nowa Wieś z zabudowaniami dom jednorodzinnych, do 2009 nosiła nazwę ul.Nowa Wieś Dolna;

## Galeria

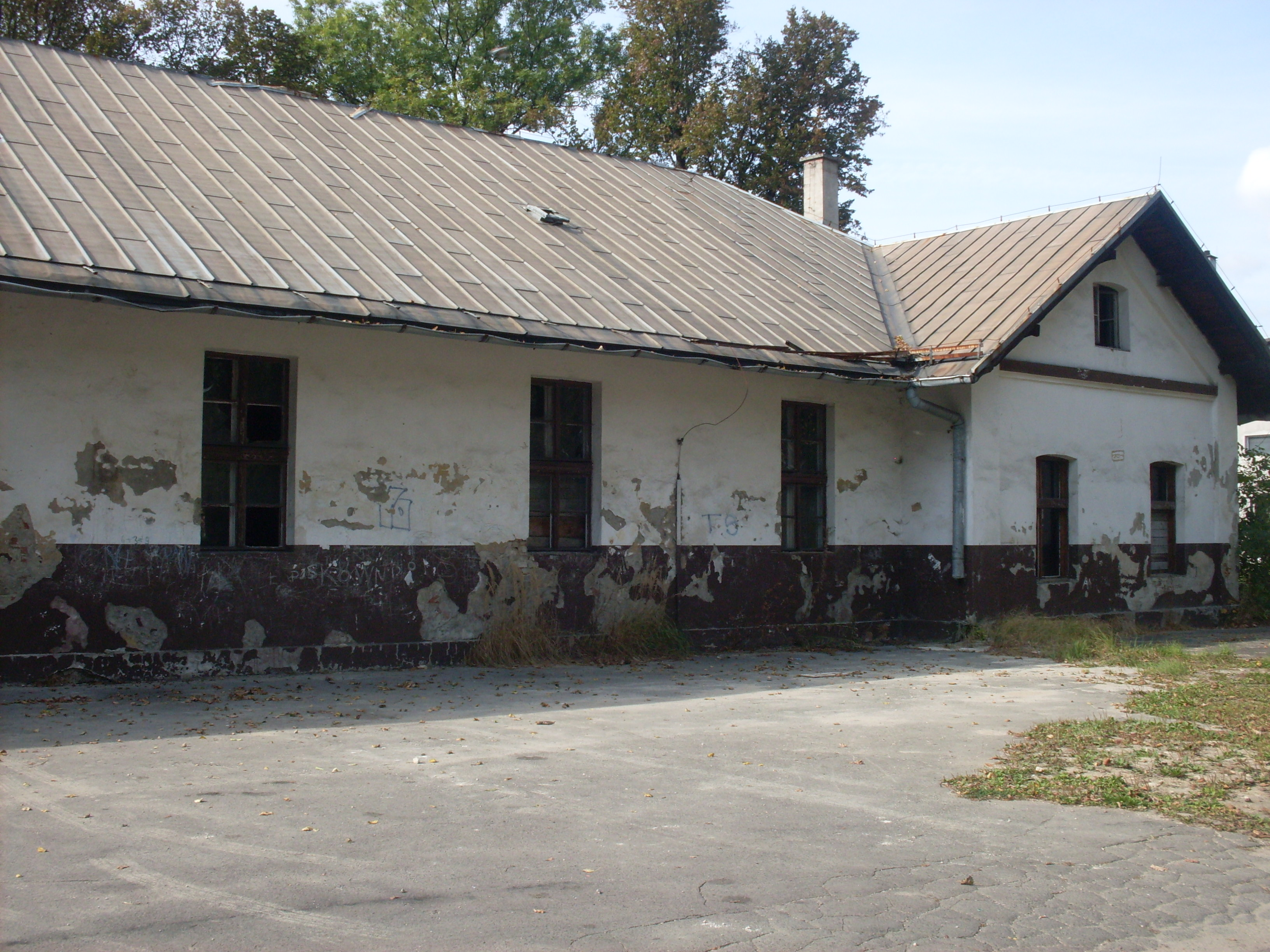
Byłe stajnie koni Potockich (ul.Zagrody)
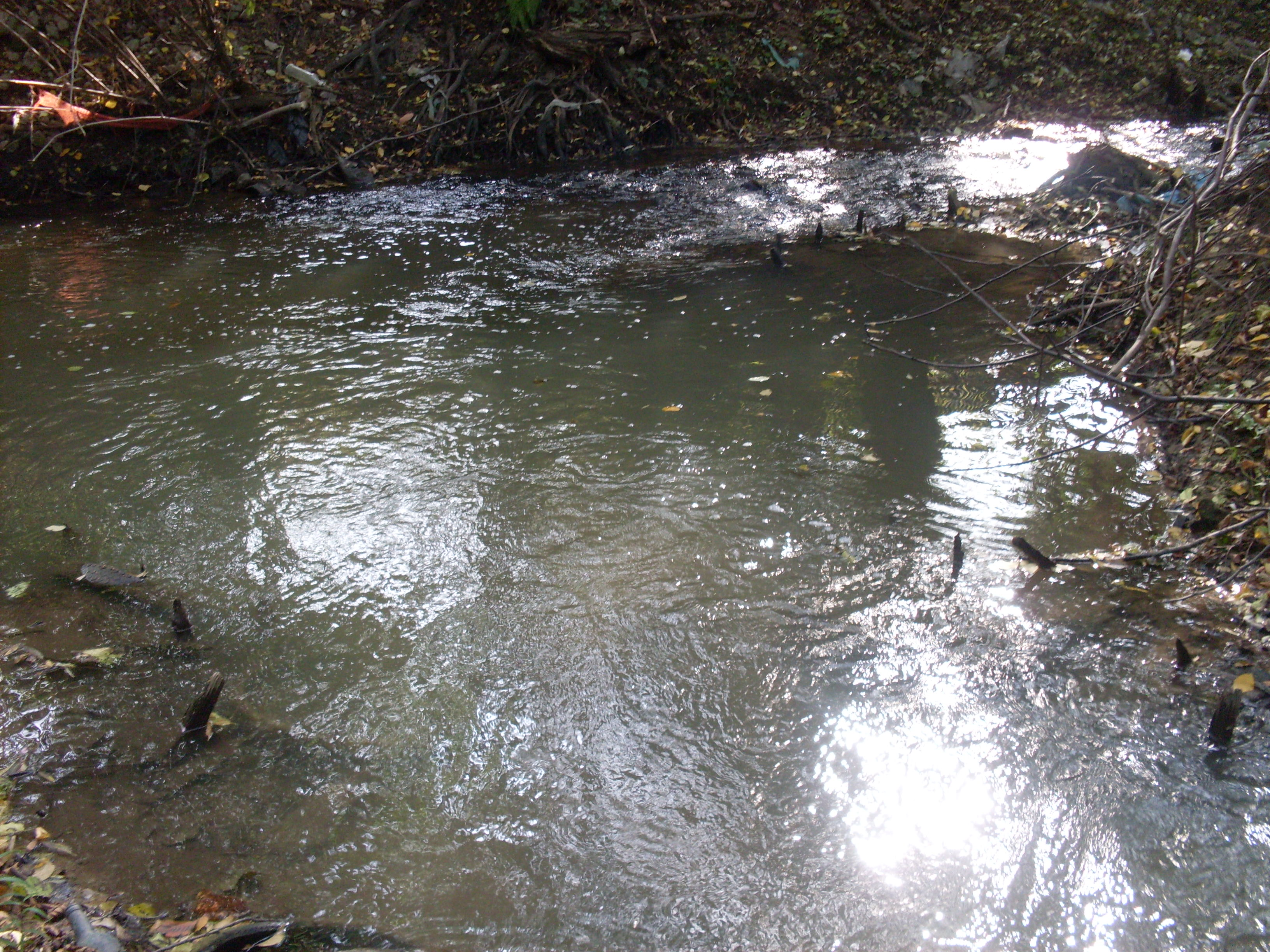
Miejsce połączenia Filipówki i Dulówki
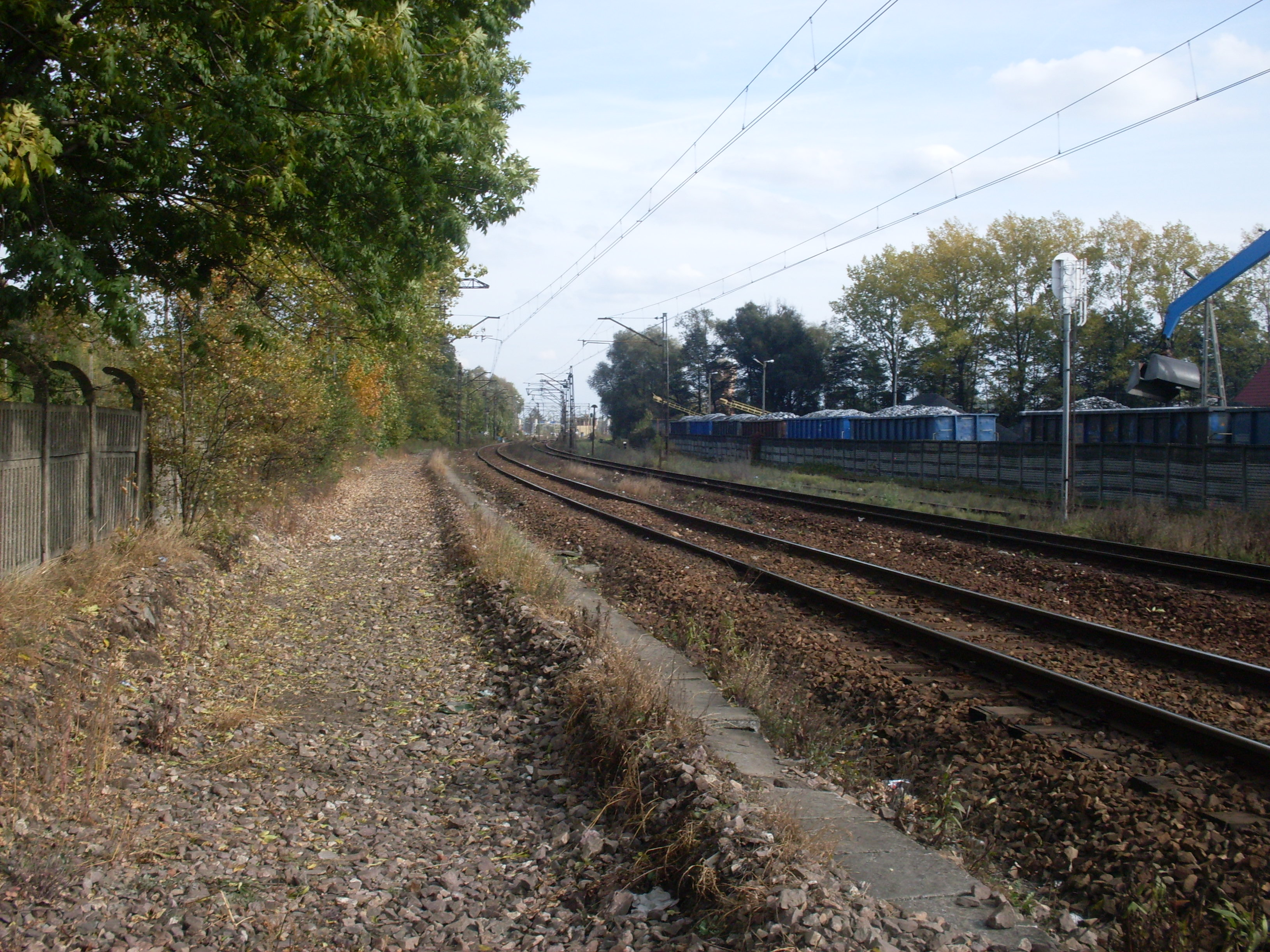
Obecny widok okolic miejsca katastrofy kolejowej z 1934 (ok. ul.Zagrody)
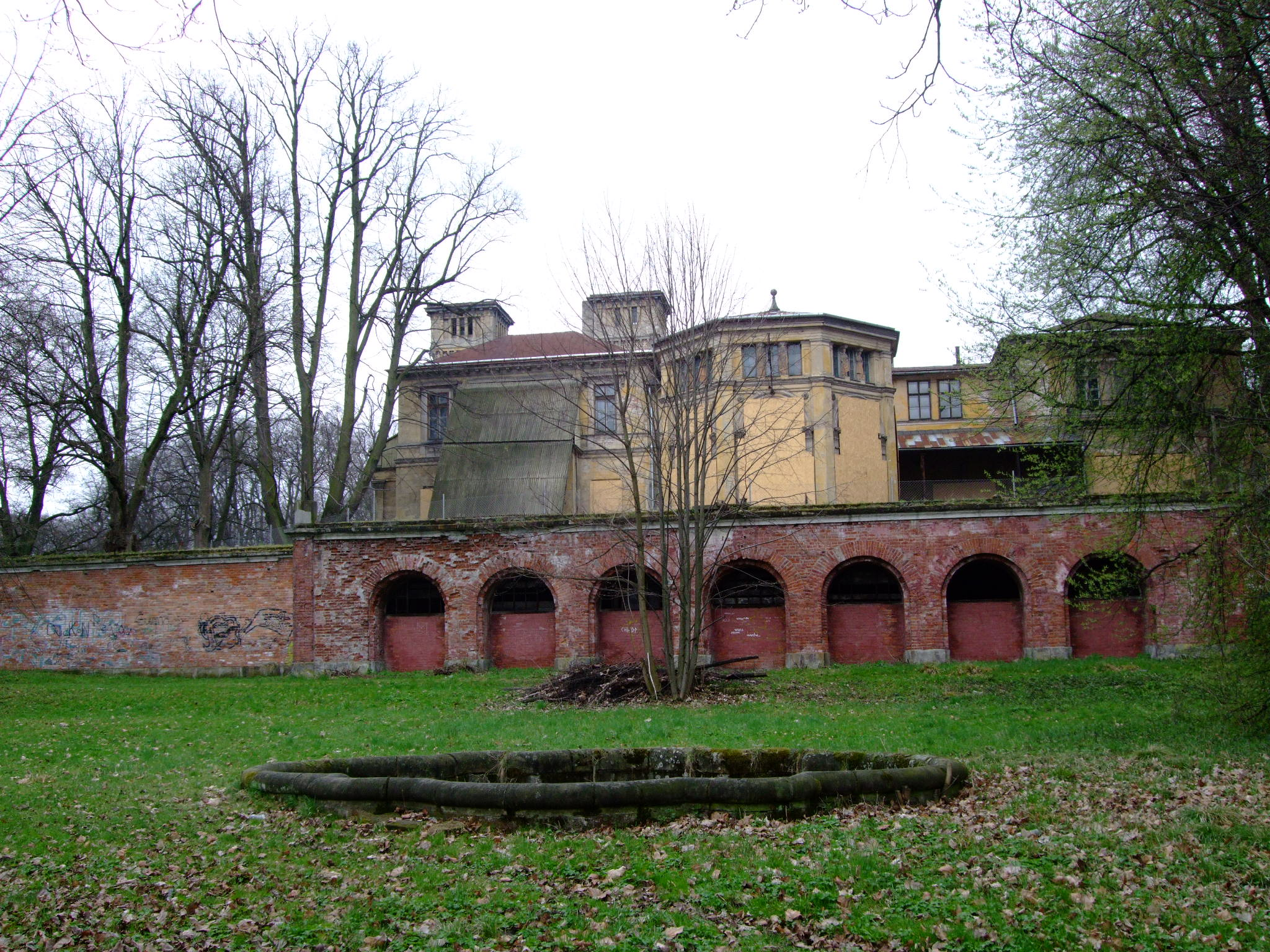
Pałac Potockich od str. wsch
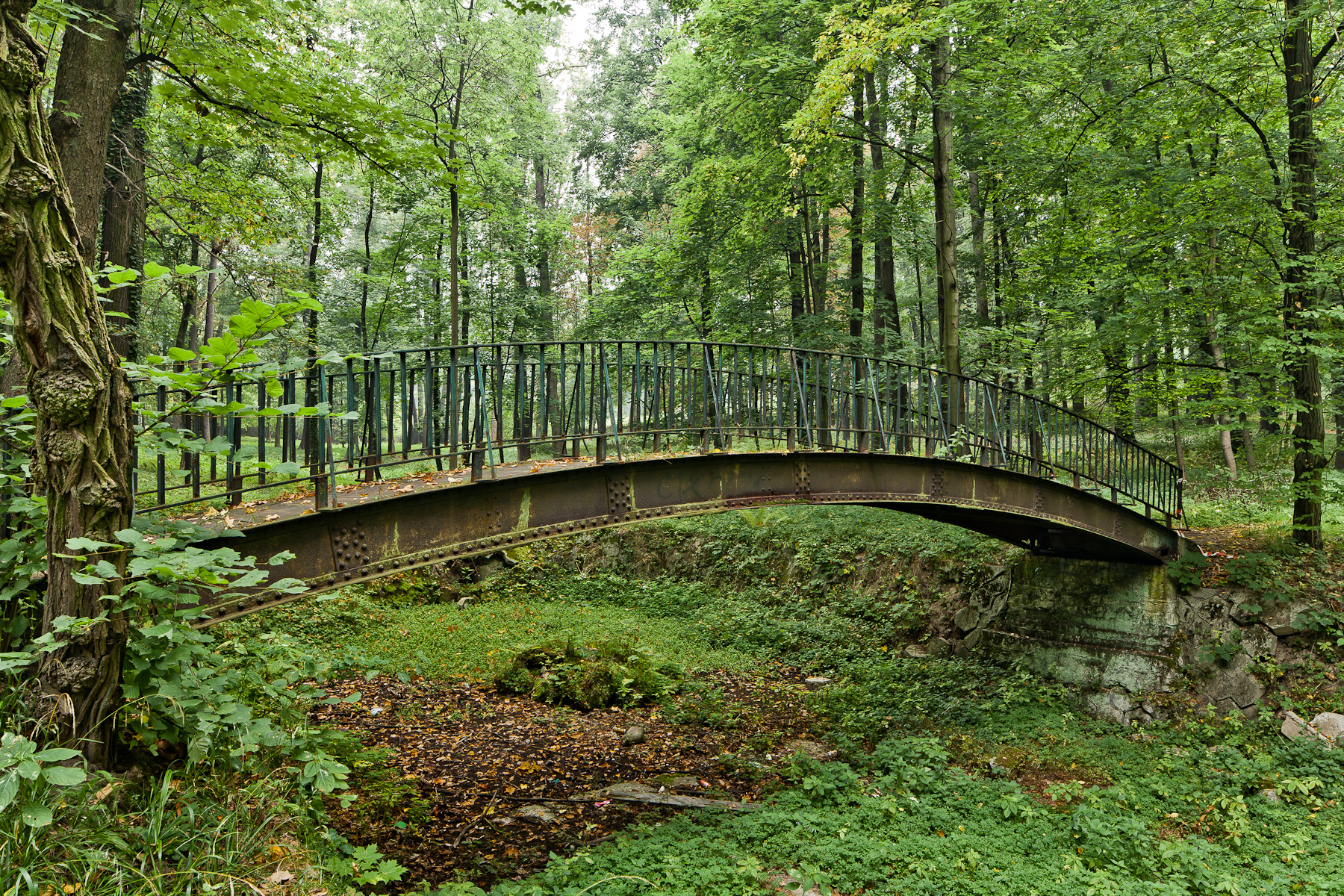
Mostek w parku Potockich
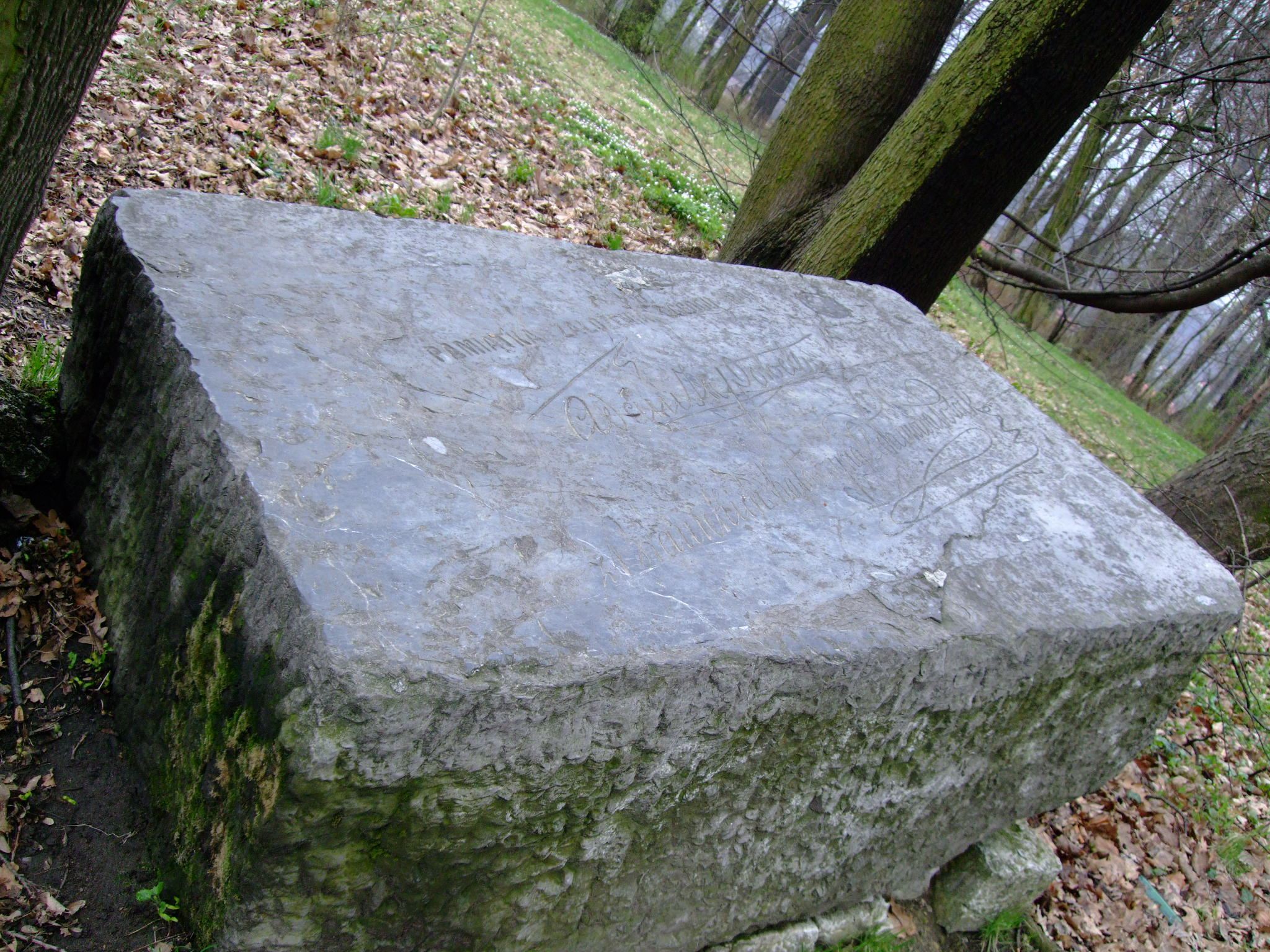
Głaz w parku Potockich
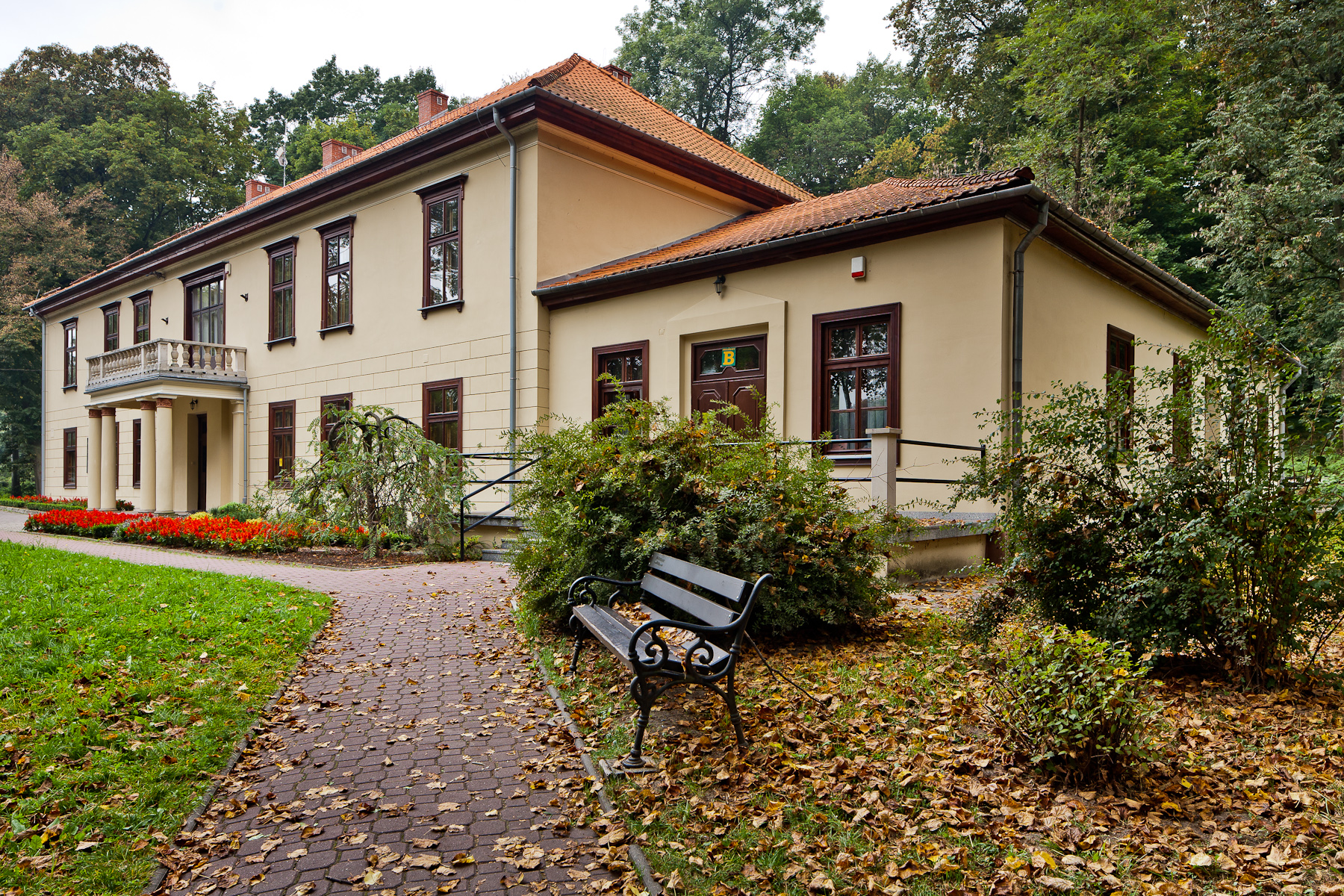
Stary pałac
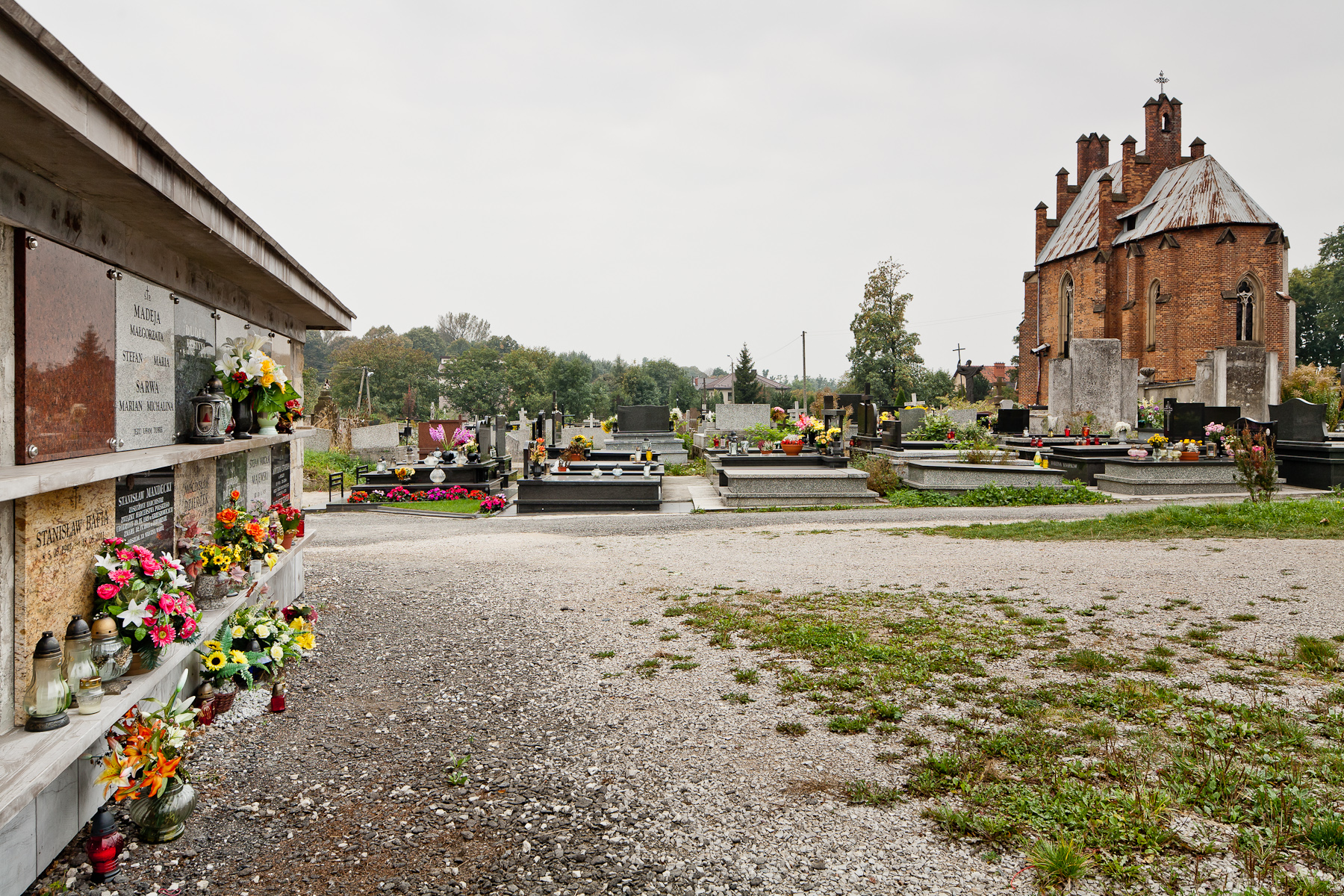
Kaplica cmentarna
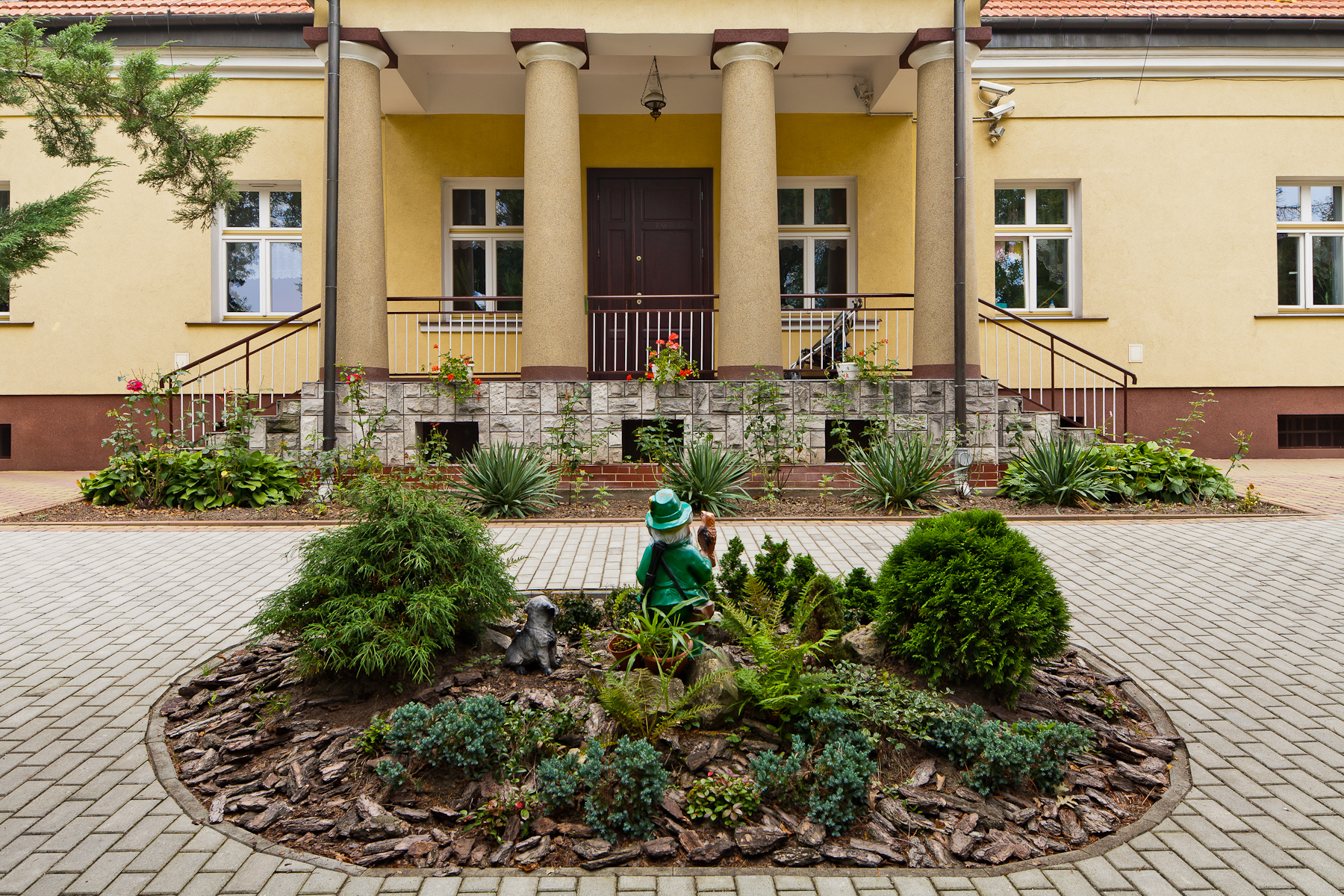
Dom schronienia, ogród
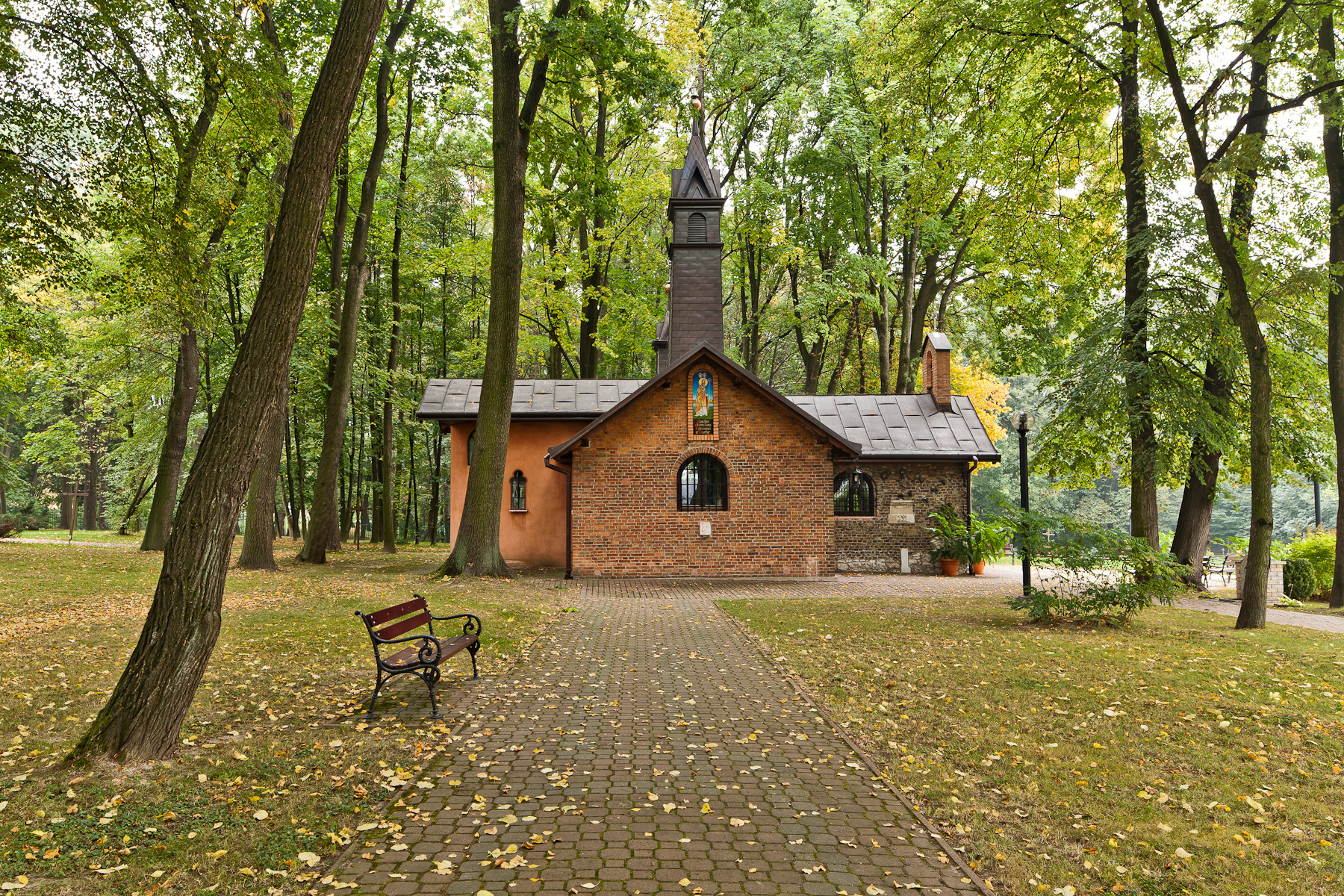
Kaplica pw. św. Stanisława
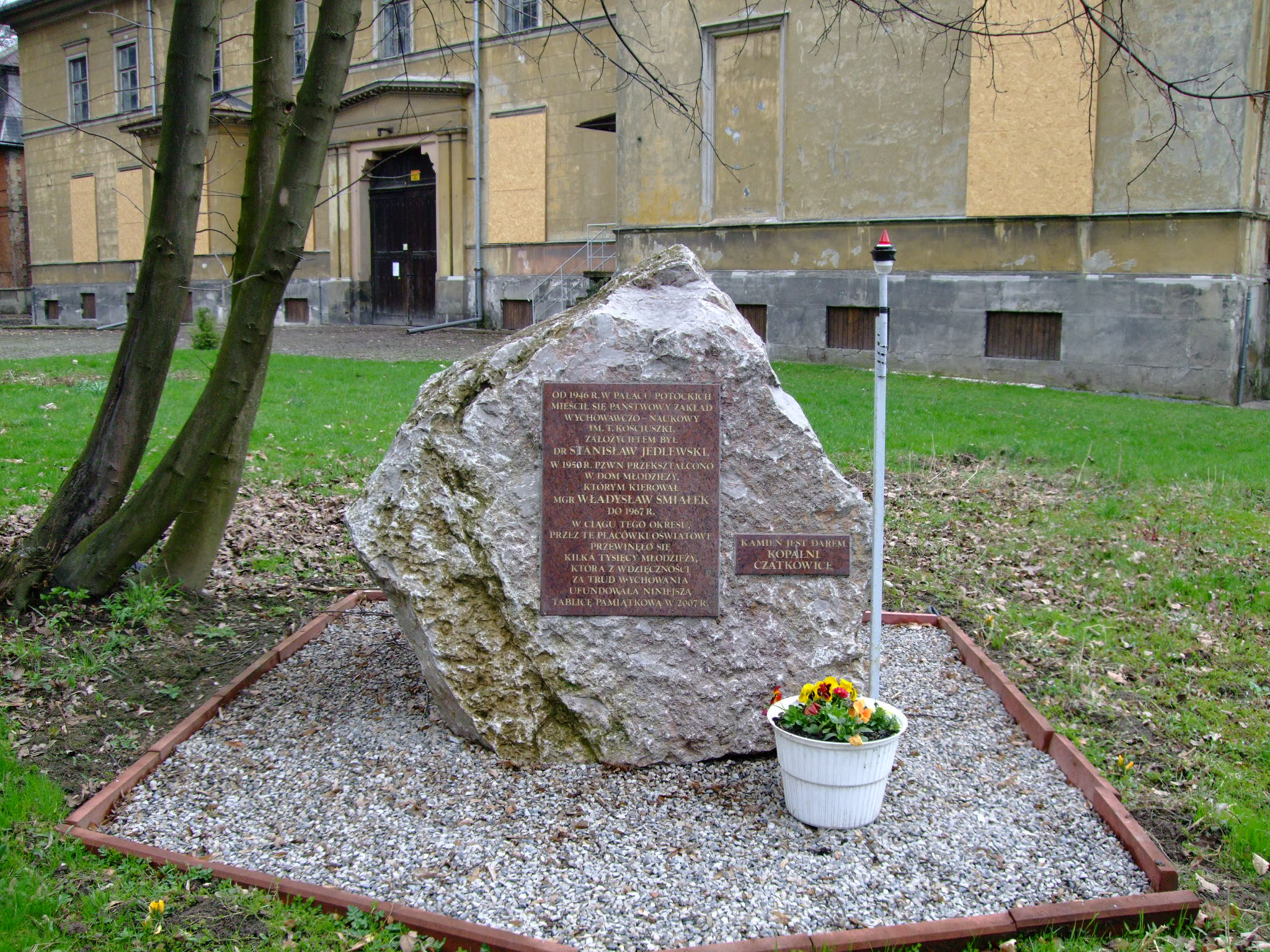
Tablica pamiątkowa przy Pałacu Potockich byłego Państwowego Domu Wychowawczego-Naukowego
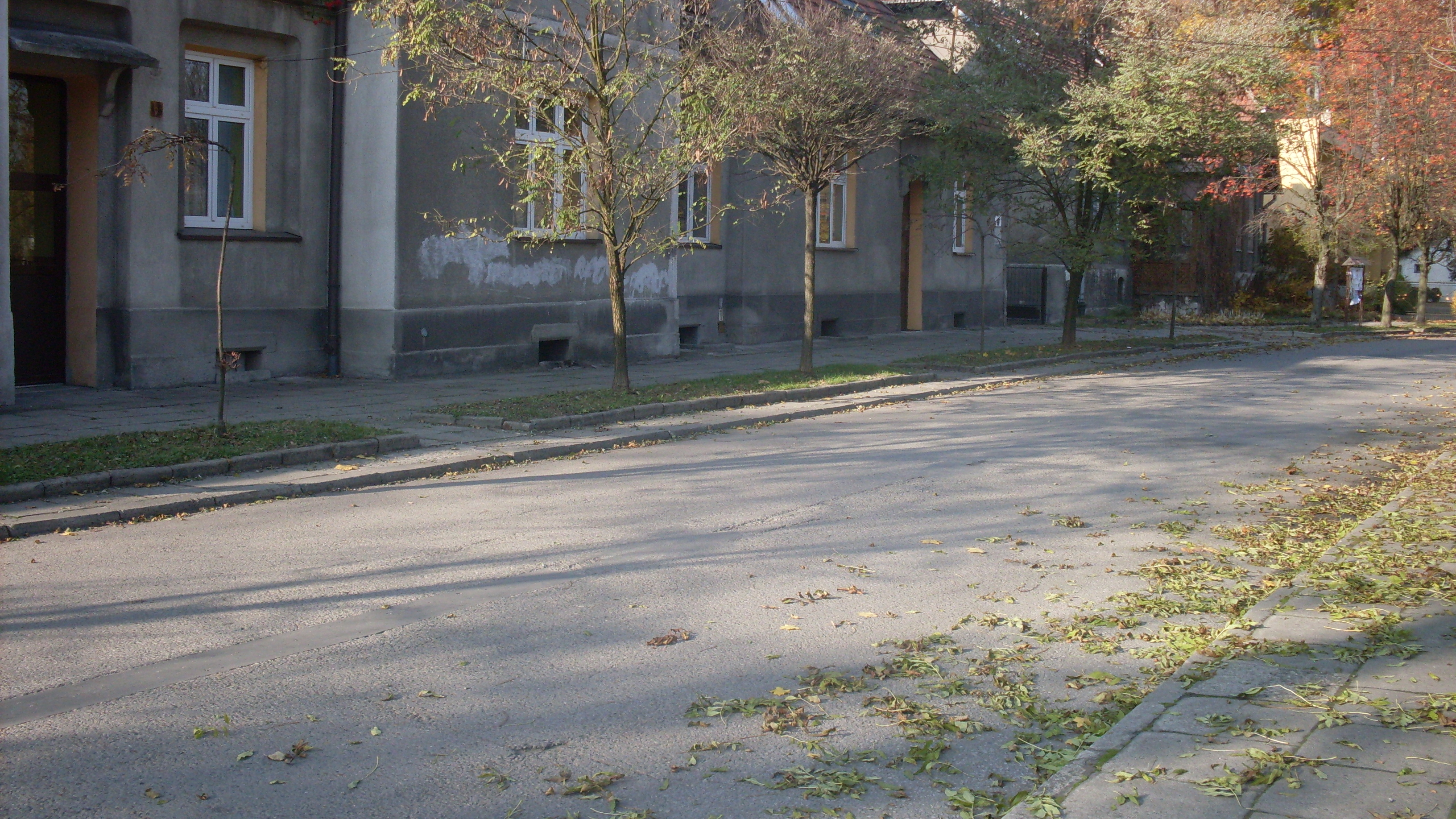
Dawne domy oficjalistów z przeł. XIX i XX w. przy ul. Ogrodowej
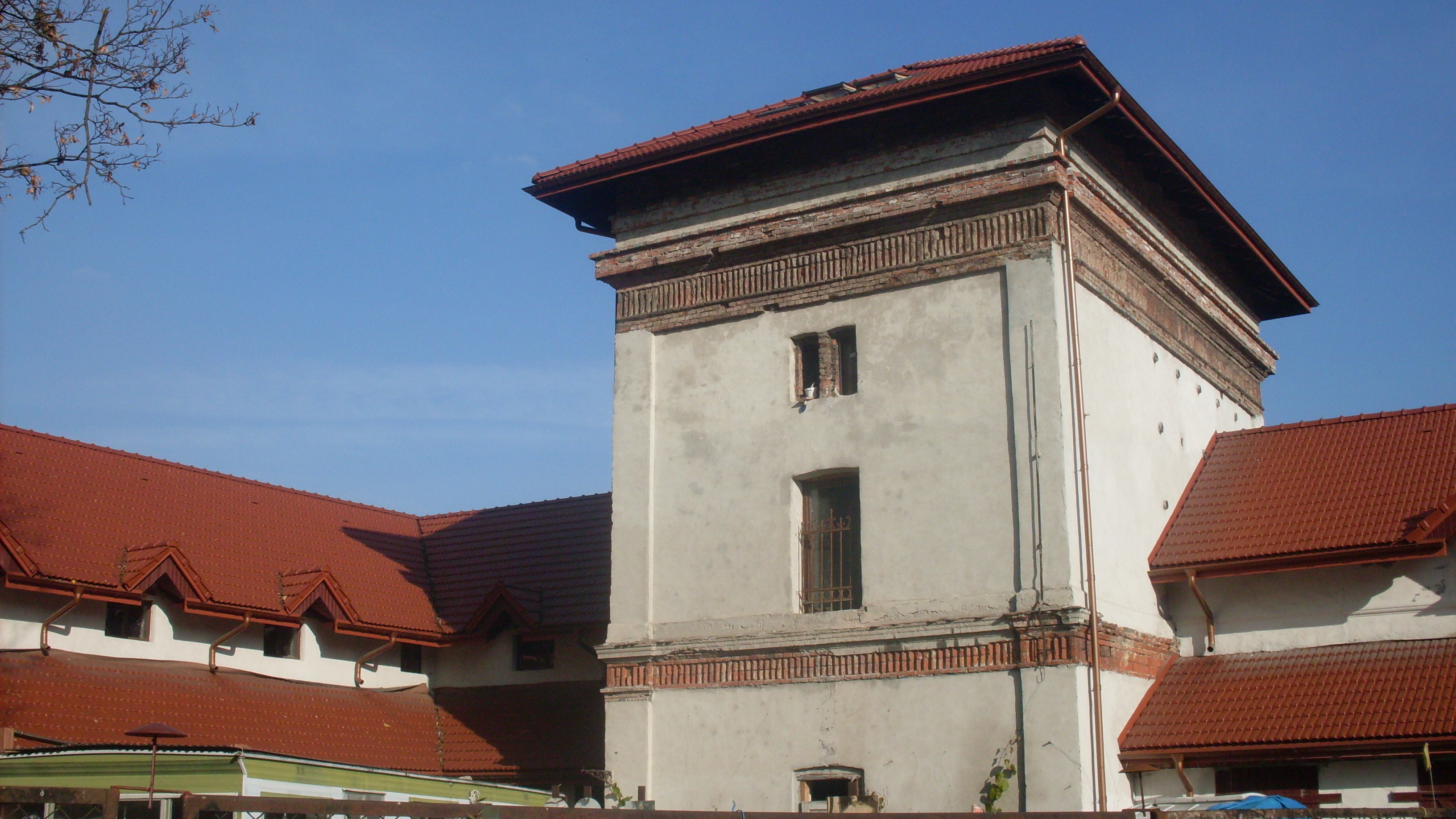
Dawny spichlerz z 1848
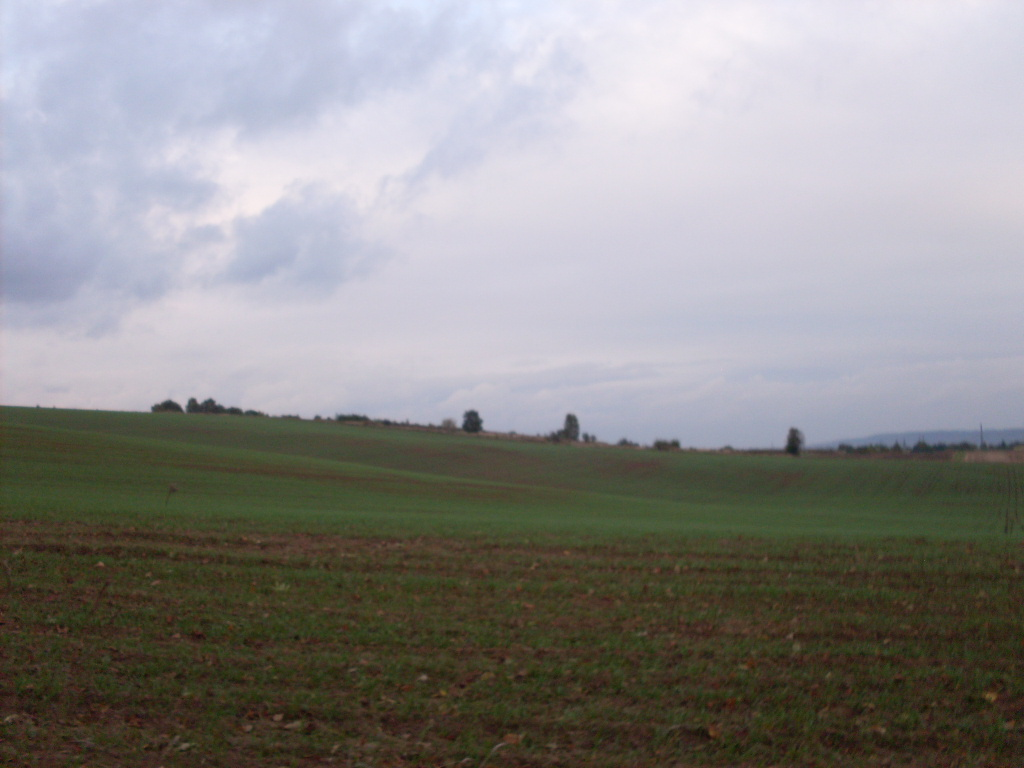
Wzgórze Olchówki
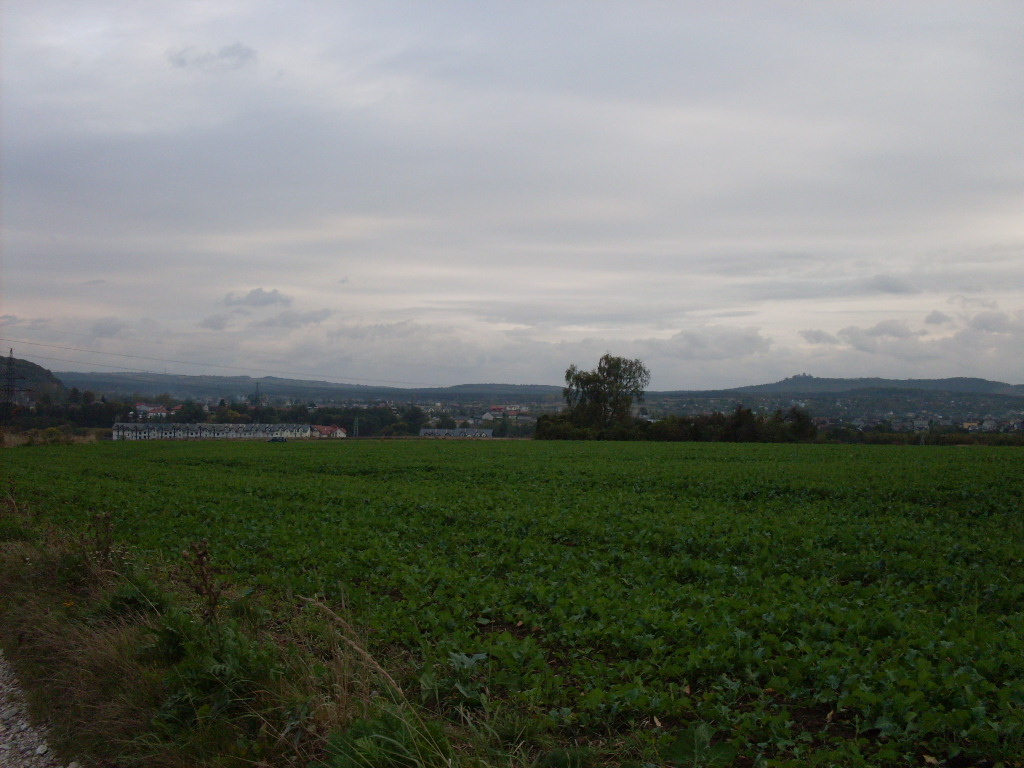
Widok na Osiedle nad Filipówką